# لچه نی مارزی
لچه نی مارزی (به ایتالیایی: Lecce nei Marsi) یک کومونه در ایتالیا است که در استان لاکویلا واقع شده‌است.

## خصوصیات
لچه نی مارزی ۶۶ کیلومترمربع مساحت و ۱٬۷۱۵ نفر جمعیت دارد و ۷۴۰ متر بالاتر از سطح دریا واقع شده‌است.